# Curtis Fuller
Curtis DuBois Fuller (Detroit, 15 dicembre 1934 – 8 maggio 2021) è stato un trombonista statunitense, legato al filone hard bop.

## Biografia
I genitori, di origine giamaicana, morirono quando Fuller era ancora giovanissimo e ne conseguì l'affidamento a un orfanotrofio. Nel periodo scolastico, a Detroit, ebbe come compagni di scuola Paul Chambers e Donald Byrd e conobbe Tommy Flanagan, Thad Jones e Milt Jackson.
Finito il servizio militare (durante il quale suonò in una band con Chambers e i fratelli Julian Cannonball e Nat Adderley), si unì al quintetto di Yusef Lateef, altro musicista di Detroit. Nel 1957 la band si spostò a New York e Fuller registrò il suo primo disco da leader per la Prestige Records.
Alfred Lion della Blue Note lo ascoltò suonare con Miles Davis alla fine degli anni cinquanta e lo scritturò come collaboratore per incisioni di Sonny Clark e John Coltrane. Probabilmente il suo contributo a Blue Train di Coltrane può essere considerato come la sua miglior performance.
Fuller incise quattro dischi con la Blue Note, dei quali uno con Slide Hampton che, però, non fu pubblicato per molti anni.

Negli anni successivi fece altre apparizioni come collaboratore per musicisti quali Bud Powell, Jimmy Smith, Wayne Shorter, Lee Morgan e Joe Henderson, suo ex compagno di università.
Fuller è particolarmente fiero di essere l'unico trombonista ad aver inciso dischi con Coltrane, Powell e Smith, il tutto fra l'agosto e il settembre del 1957.
È stato anche il primo trombonista a essere incluso nell'Art Farmer Benny Golson Jazztet, per poi diventare nel 1961 il "sesto uomo" dei Jazz Messengers di Art Blakey restando in formazione fino al 1965.
Nei tardi anni sessanta, concluso il contratto con la Blue Note, registrò alcuni album per la Impulse Records, la Epic e la Savoy Records.
Negli anni settanta entrò nella band di Dizzy Gillespie che lasciò per intraprendere un tour con Count Basie e per riunirsi con Blakey e Golson.

## Discografia

### Da leader
- 1957 - New Trombone (Prestige Records, PRLP 7107)
- 1957 - Curtis Fuller with Red Garland (New Jazz Records, NJLP 8277) con Red Garland
- 1957 - Curtis Fuller and Hampton Hawes with French Horns (Status Records, ST 8305) con Hampton Hawes
- 1957 - The Opener (Blue Note Records, BLP 1567)
- 1957 - Bone & Bari (Blue Note Records, BLP 1572)
- 1957 - Jazz...It's Magic! (Regent Records, MG 6055) con Tommy Flanagan
- 1957 - Curtis Fuller, Volume 3 (Blue Note Records, BLP 1583) con Art Farmer
- 1958 - Two Bones (Blue Note Records, GXF-3064) con Slide Hampton
- 1959 - Sliding Easy (United Artists Records, UAL 4041)
- 1959 - Blues-ette (Savoy Records, MG 12141)
- 1959 - The Curtis Fuller Jazztet with Benny Golson (Savoy Records, MG 12143) con Benny Golson
- 1959 - Imagination (Savoy Records, MG 12144)
- 1960 - Images of Curtis Fuller (Savoy Records, MG 12164)
- 1960 - Boss of the Soul-Stream Trombone (Warwick Records, W 2038)
- 1961 - The Magnificent Trombone of Curtis Fuller (Epic Records, LA 16013)
- 1961 - Jazz Conference Abroad (Smash Records, MGS 27034) con Quincy Jones, pubblicato nel 1962
- 1961 - South American Cookin' (Epic Records, LA 16020)
- 1961 - Soul Trombone and the Jazz Clan (Impulse! Records, A 13)
- 1962 - Cabin in the Sky (Impulse! Records, A 22) con Manny Albam
- 1971 - Crankin' (Mainstream Records, MRL 333) pubblicato nel 1973
- 1972 - Smokin' (Mainstream Records, MRL 370)
- 1978 - Four on the Outside (Timeless Records, SJP 124)
- 1978 - Fire and Filigree (Bee Hive Records, BH 7007) pubblicato nel 1979
- 1979 - Giant Bones '80 (Sonet Records, SNTF 834) con Kai Winding, pubblicato nel 1980
- 1980 - Giant Bones at Nice (Ahead Records, 33.757) con Kai Winding
- 1982 - Meets Roma Jazz Trio (Timeless Records, SJP 204)
- 1993 - Blues-Ette, Part II (Savoy Records, COCY-75624)
- 1996 - Together in Monaco (Amosaya Records, AM 2531) con Paul Jeffrey
- 1998 - Legend of Jazz Club (M&I Jazz Records, MYCI 30267) con Benny Golson
- 2003 - Up Jumped Spring (Delmark records, DG-550) con la Brad Goode Quartet
- 2003 - Keep It Simple (Savant Records, SCD 2062)[1][2]

### Principali collaborazioni in studio
- John Coltrane Blue Train (1957)
- Art Blakey Mosaic
- Art Blakey Caravan
- Art Blakey Ugetsu
- Art Blakey Free For All
- Art Blakey Indestructible
- Art Blakey Three Blind Mice Volume 1 & 2
- Sonny Clark Sonny's Crib
- Sonny Clark Dial S For Sonny
- Bud Powell The Amazing Bud Powell,vol. 3